# Miroslav Soukup (basketbalista)
Miroslav Soukup (* 6. března 1982) je český basketbalista hrající Národní basketbalovou ligu za tým BK Děčín. Hraje na pozici pivota. Je vysoký 200 cm, váží 110 kg.

## Kariéra
- 2000 - ???? : BK Děčín

## Statistiky
| Sezóna   | Soutěž      | Odehrané minuty | Průměr na zápas | Body | Průměr na zápas |
| -------- | ----------- | --------------- | --------------- | ---- | --------------- |
| 2000/01  | Mattoni NBL | 276.9           | 14.6            | 138  | 7.3             |
| 2002/03  | Mattoni NBL | 335.1           | 12.9            | 145  | 5.6             |
| 2003/04  | Mattoni NBL | 618.7           | 17.2            | 319  | 8.9             |
| 2004/05  | Mattoni NBL | 661.8           | 17.9            | 294  | 7.9             |
| 2004/05  | Český pohár | 18.5            | 18.5            | 13   | 13.0            |
| 2005/06  | Mattoni NBL | 828.2           | 20.2            | 393  | 9.6             |
| 2005/06  | Český pohár | 30.4            | 15.2            | 25   | 12.5            |
| 2006/07* | Mattoni NBL | 300.5           | 15.8            | 171  | 9.0             |

*Rozehraná sezóna - údaje k 20.1.2007 